# Fanos Katelaris
Fanos Katelaris (gr. Φάνος Κατελάρης; ur. 26 sierpnia 1996 w Nikozji) – cypryjski piłkarz grający na pozycji pomocnika. Zawodnik Apollonu Limassol. Posiada również obywatelstwo kongijskie.

## Życiorys
Jest wychowankiem Omonii Nikozja. Do kadry pierwszego zespołu tego klubu dołączył w 2013 roku. Od 1 sierpnia 2013 do 30 czerwca 2014 przebywał na wypożyczeniu w Alki Larnaka. 1 sierpnia 2014 został wypożyczony na sezon do Olympiakosu Nikozja. W 2020 roku wypożyczono go do węgierskiego Zalaegerszegi TE FC na drugą połowę sezonu 2019/2020. We wrześniu 2020 roku zawodnik ten przeniósł się do Apollonu Limassol na zasadzie definitywnego transferu.
W reprezentacji Cypru zadebiutował 22 marca 2017 roku w wygranym 3:1 meczu z Kazachstanem. W 63. minucie tego spotkania zdobył gola na 2:1 po asyście Renato Margaçy.